# Dienstgrade der Feuerwehr in Schleswig-Holstein
Die Dienstgrade der Feuerwehr in Schleswig-Holstein bezeichnen die Stellung einer Person innerhalb der Feuerwehr in Schleswig-Holstein. Die Vergabe der Dienstgrade ist abhängig von Qualifikation, Funktion und Dienstzeit.

## Freiwillige Feuerwehr
Die Dienstgrade der Freiwilligen Feuerwehr richten sich nach dem Organisationserlass Feuerwehren vom 7. Juli 2009. Das Aussehen der Dienstgradabzeichen richtet sich nach der Dienstkleidungsvorschrift für die Feuerwehren im Lande Schleswig-Holstein. Dienstgradabzeichen werden ausschließlich an der sogenannten Dienstkleidung (auf der Schulterklappe an Jacke, Pullover bzw. Strickjacke oder Hemd und in Form einer Kordel an der Dienstmütze) getragen, nicht jedoch an der Einsatzschutzkleidung.

### Verleihung und Verleihungsdauer
Die Dienstgrade bis einschließlich Löschmeisterin/Löschmeister werden von den Orts- bzw. Gemeindewehrführungen vergeben. Bei zwei Mitgliedschaften (beispielsweise einmal am Wohnort und einmal am Ort der Arbeitsstelle) befördert die Feuerwehr, in der der Kamerad wohnt (Heimatwehr). Die Dienstgrade für Führungskräfte (ab Oberlöschmeisterin/Oberlöschmeister) werden von der Stadt- bzw. Kreiswehrführung (bis einschließlich zum Dienstgrad Erste Hauptbrandmeisterin oder Erster Hauptbrandmeister) oder durch den Dienstherrn vergeben.
Führungskräfte (ab Oberlöschmeisterin/Oberlöschmeister) mit entsprechender Ausbildung tragen nach aktuellem Organisationserlass des Innenministeriums ihren Dienstgrad nur für den Zeitraum der entsprechenden Tätigkeit, danach erhalten sie den Dienstgrad Löschmeisterin/Löschmeister. Ausnahmen gelten nur für Mitglieder der Reserveabteilung, die den bei Eintritt in die Reserveabteilung aktuellen Dienstgrad auch weiterhin tragen. In der Praxis behalten jedoch ehemalige Führungskräfte ihren Dienstgrad zumeist auch dann, wenn sie ihre Tätigkeit vor dem Wechsel in die Reserveabteilung beenden. Degradierungen aufgrund des Ausscheidens aus einer Funktion werden nur sehr selten vorgenommen.
Die Stellvertretungen tragen nach entsprechender Ausbildung den jeweils darunter liegenden Dienstgrad.
Der Dienstgrad Hauptfeuerwehrmann***/Hauptfeuerwehrfrau*** ist an die Funktion als Mitglied des Vorstandes, als Sicherheitsbeauftragte/Sicherheitsbeauftragter oder als Brandschutzerzieherin/Brandschutzerzieher oder Brandschutzaufklärerin/Brandschutzaufklärer gebunden.

### Überblick der Dienstgrade und Dienstgradabzeichen
| Dienstgrad                                              | Abzeichen                | Funktion(en) | Voraussetzungen |
| ------------------------------------------------------- | ------------------------ | --- | --- |
| Einfache Dienstgrade                                    |                          | | |
| Feuerwehrfrauanwärterin, Feuerwehrmannanwärter          | Feuerwehrmannanwärter    | Mitglied der Jugendabteilung Eintritt als aktives Mitglied | Allgemeine Voraussetzungen für den Feuerwehrdienst bzw. Jugendfeuerwehrdienst |
| Feuerwehrfrau, Feuerwehrmann                            | Feuerwehrmann            | Mitglied der Löschgruppe | Grundausbildung (Lehrgang Truppfrau/Truppmann Teil 1) |
| Oberfeuerwehrfrau, Oberfeuerwehrmann                    | Oberfeuerwehrmann        | Mitglied der Löschgruppe | Abgeschlossene Ausbildung zum Truppmann/Truppfrau nach 3 Jahren (1 Jahr bis TM I und 2 Jahre bis TM II) und mindestens eine technische Ausbildung 3 Jahre entsprechen der Dauer der Ausbildung, eine aktive Dienstzeit ist nicht Voraussetzung, die Zeiten innerhalb der Jugendabteilung finden Anrechnung. |
| Hauptfeuerwehrfrau**, Hauptfeuerwehrmann**              | Hauptfeuerwehrmann       | Mitglied der Löschgruppe | Lehrgänge Truppführung, mindestens eine technische Ausbildung |
| Hauptfeuerwehrfrau***, Hauptfeuerwehrmann***            | Hauptfeuerwehrmann       | Funktion im Wehrvorstand Sicherheitsbeauftragte/r Brandschutzerzieher/in bzw. Brandschutzaufklärer/in (in der Regel nach Bewährung in der jeweiligen Funktion)         | Lehrgänge Truppführung, mindestens eine technische Ausbildung |
| Löschmeisterin, Löschmeister                            | Löschmeister             | stellv. Gruppenführung oder Mitglied der Löschgruppe | Lehrgänge Truppführung und mindestens zwei technische Ausbildungen und eine aktive Dienstzeit von 15 Jahren oder Lehrgänge Gruppenführung |
| Dienstgrade der Führungskräfte                          |                          | | |
| Oberlöschmeisterin, Oberlöschmeister                    | Oberlöschmeister         | Gruppenführung Gruppenführung Löschzug Gefahrgut (LZG) IuK im Führungs-Stab bzw. Technischer Einsatzleitung (TEL)                                                      | Lehrgänge Gruppenführung, ggf. Führen im ABC-Einsatz, ggf. Fachausbildung IuK |
| Hauptlöschmeisterin**, Hauptlöschmeister**              | Hauptlöschmeister        | Jugendfeuerwehrwart/in Kreisausbilder/in | Lehrgänge Gruppenführung, ggf. Lehrgang Jugendfeuerwehrwart, ggf. Kreisausbildung in der Feuerwehr |
| Hauptlöschmeisterin***, Hauptlöschmeister***            | Erster Hauptlöschmeister | Stellvertretende Ortswehrführung (bis 1.000 Einwohner) | Lehrgänge Gruppenführung, Leiten einer Feuerwehr |
| Brandmeisterin, Brandmeister                            | Brandmeister             | Ortswehrführung (bis 1.000 Einwohner) Zugführung Lehrgangsleiter/in oder Kreisfachwart/in Führungsstab oder Technische Einsatzleitung (Fachberaterin oder Fachberater) | Lehrgänge Leiten einer Feuerwehr bzw. Zugführung, ggf. Lehrgang Kreisausbildung und Zugführung |
| Oberbrandmeisterin, Oberbrandmeister                    | Oberbrandmeister         | Ortswehrführung (1.001 bis 5.000 Ew.) Gemeindewehrführung (bis 1.000 Ew.) Kreisfachwart/in für Ausbildung                                                              | Lehrgänge Zugführung und Leiten einer Feuerwehr, ggf. Lehrgang Kreisausbildung in der Feuerwehr |
| Hauptbrandmeisterin**, Hauptbrandmeister**              | Hauptbrandmeister        | Ortswehrführung (5.001 bis 15.000 Ew.), Gemeindewehrführung (1.001 bis 5.000 Ew.), Kreisjugendfeuerwehrwart/in, Zugführung LZG; Fü-Stab und TEL S1, S2, S4, S5, S6     | Lehrgänge Zugführung, Verbandsführung, ggf. Lehrgang Leiten einer Feuerwehr, ggf. Lehrgang Jugendfeuerwehrwart/in, ggf. Lehrgang Führen im ABC-Einsatz, ggf. Einführung in die Stabsarbeit und Leitungsausbildung IuK                                                                                       |
| Hauptbrandmeisterin***, Hauptbrandmeister***            | Hauptbrandmeister***     | Führung von Feuerwehrbereitschaften, Ortswehrführung (über 15.000 Ew.), Amts- und Gemeindewehrführung (5.001 bis 15.000 Ew.)                                           | Lehrgänge Zugführung und Verbandsführung, ggf. Lehrgang Leiten einer Feuerwehr |
| Erste Hauptbrandmeisterin, Erster Hauptbrandmeister     | Erster Hauptbrandmeister | Amts- bzw. Gemeindewehrführung (über 15.000 Ew.), Fü-Stab TEL S3, ggfs. Leiter/in Stab                                                                                 | Lehrgänge Zugführung und Verbandsführung und Einführung in Stabsarbeit, ggf. Lehrgang Leiten einer Feuerwehr |
| Erste Hauptbrandmeisterin *, Erster Hauptbrandmeister * | Kreisbrandmeister        | Stellv. Stadt/-Kreiswehrführer | Lehrgänge Zugführung und Verbandsführung und Leiten einer Feuerwehr |
| Kreis-/Stadtbrandmeisterin, Kreis-/Stadtbrandmeister    | Kreisbrandmeister        | Kreis-, Stadtwehrführung | Lehrgänge Zugführung und Verbandsführung und Leiten einer Feuerwehr |
| Landesbrandmeisterin, Landesbrandmeister                | Landesbrandmeister       | Vorsitzende/-r des Landesfeuerwehrverbandes | |

## Berufsfeuerwehr
Die Dienstgrade in der Berufsfeuerwehr sind weitgehend bundeseinheitlich geregelt. Die Dienstgradabzeichen hingegen sind länderspezifisch und zu denen der Freiwilligen Feuerwehren unterschiedlich.